# Illés Bourbon–parmai herceg
Illés Bourbon–parmai herceg, teljes nevén Illés (Éliás) Róbert Barló Mária Piusz, olaszul: Elia Roberto Barlo Maria Pius di Borbone-Parma (1880. július 23. – 1959. június 27.) a Bourbon-ház parmai ágából származó herceg, I. Róbertnek, Parma utolsó uralkodó hercegének első házasságából született fia, 1907-től két idősebb, de szellemi fogyatékos bátyja helyett a Parma és Piacenza Hercegség (címzetes) régense, a hercegi vagyon kezelője, 1950-től haláláig a Bourbon–ház parmai ágának feje, az Olasz Köztársaságba Parma és Piacenza Hercegség (címzetes) uralkodó hercege (Duca di Parma e Piacenza), a hercegi trón követelője (pretendente ducale di Parma).

## Élete

### Származása

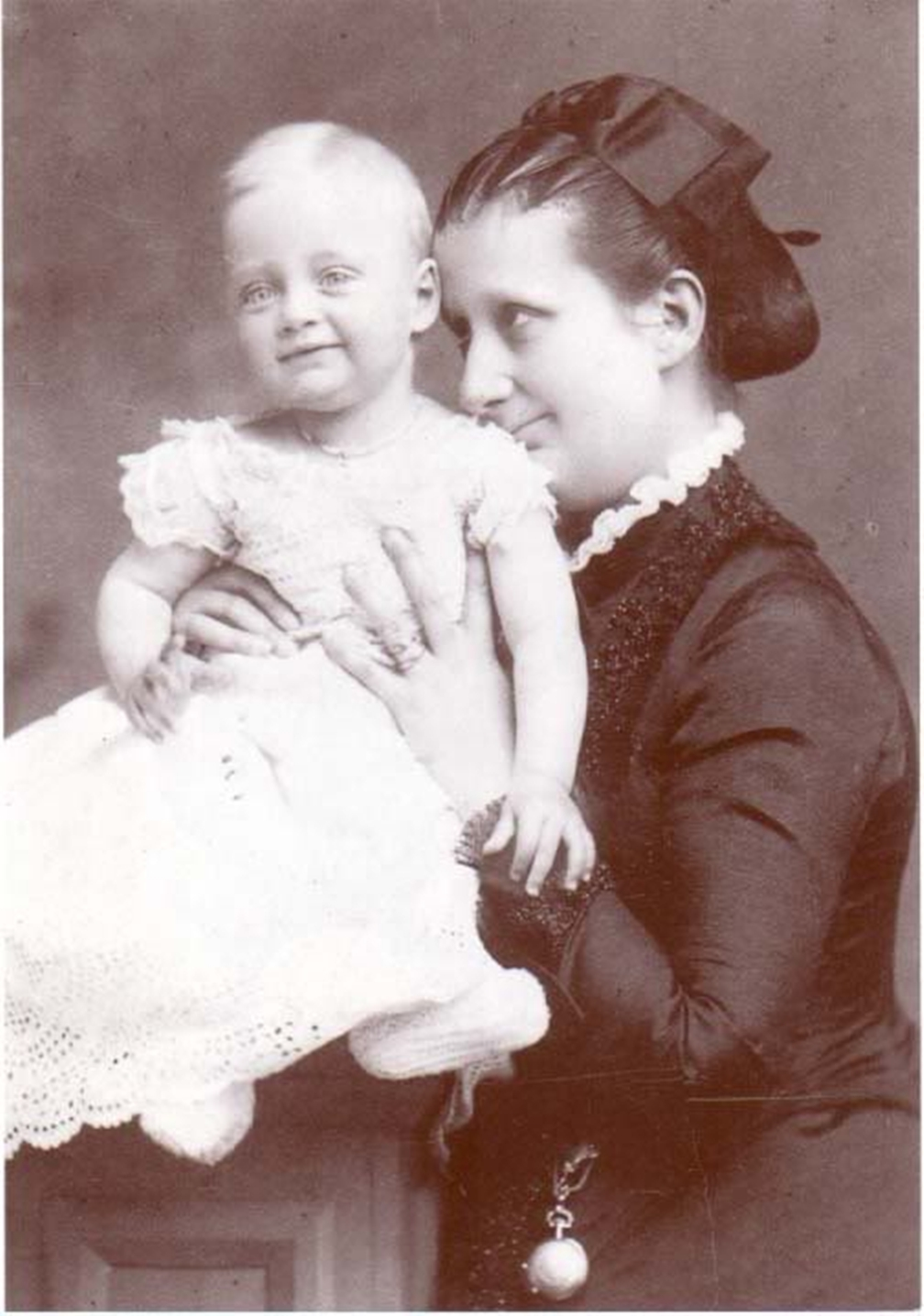
Illés herceg édesanyjával, Mária Pia hercegnével (1881)

Illés (Éliás) herceg 1880. július 23-án született a délnyugat-franciaországi Biarritzban született, szüleinek legifjabb fiúgyermekeként.
Édesapja a Bourbon-ház parmai ágából való I. Róbert (1848–1907) volt, Parma utolsó (névlegesen) uralkodó hercege, III. Károly (Ferdinánd) parmai herceg (1823–1854) és Louise Marie Thérèse de Bourbon francia királyi hercegnő (1819–1864) legidősebb fia, aki 1854-ben meggyilkolt apja örökébe lépve, hatévesen lett Parma uralkodó hercege, özvegy anyjának régenssége mellett. 1859-ben a szárd–francia–osztrák háborúban elszenvedett osztrák vereség nyomán a Parmai Hercegséget megszállták II. Viktor Emánuel szárd–piemonti király csapatai. A hercegi család Svájcba, majd az Osztrák Császárságba menekült, a Parmai Hercegséget 1860-ban a Szárd–Piemonti Királyságba, majd 1861-ben az egyesített Olasz Királyságba olvasztották.
Édesanyja Róbert herceg első felesége, a Bourbon-ház nápolyi ágából való Mária Pia nápoly–szicíliai hercegnő (1849–1882) volt, II. Ferdinánd nápoly–szicíliai királynak (1810–1859) és második feleségének, Habsburg–Tescheni Mária Terézia Izabella főhercegnőnek (1816–1867), tescheni hercegnőnek nyolcadik gyermeke.
Szüleinek házasságából 12 gyermek született, többségük, a szülők közeli rokonsága miatt testi, szellemi fogyatékkal jött a világra.
1. Mária Lujza Pia Terézia Anna (1870−1899), aki 1893-ban a Szász–Coburg–Gothai-házból származó I. Ferdinánd bolgár cár (1861–1948) felesége lett.
2. Ferdinánd Mária Károly (*/† 1871) kisgyermekként meghalt.
3. Lujza Mária Annunciáta Terézia (1872−1943), szellemi fogyatékkal született.
4. Henrik (Enrico) Mária Albert Ferdinánd Károly Piusz Lajos Antal (1873−1939), szellemi fogyatékkal született, ennek ellenére apja halála (1907) után a Parmai Hercegség trónörökösévé nyilvánították, a címet haláláig viselte.
5. Mária Immakuláta Lujza Franciska (1874–1914), szellemi fogyatékkal született.
6. József (Giuseppe) Mária Péter Pál Ferenc (1875−1950), szellemi fogyatékkal született, Henrik halála (1939) után Parma címzetes hercege.
7. Mária Terézia Pia (1876–1959), szellemi fogyatékkal született.
8. Mária Pia Antonietta (1877–1915), szellemi fogyatékkal született.
9. Beatrix (Beatrice) Kolumba Mária Immakuláta Leonie (1879−1946), aki 1906-ban Pietro Lucchesi-Palli grófhoz ment feleségül.
10. Illés (Elia) (1880–1959), aki 1903-ban Habsburg–Tescheni Mária Anna Izabella főhercegnőt, Frigyes főherceg leányát vette feleségül.
11. Mária Anasztázia (*/† 1881), kisgyermekként meghalt.
12. Auguszta (*/† 1882), születésekor meghalt, édesanyjával együtt.

Illés herceg édesanyjának halála (1882) után apja, I. Róbert herceg újból megnősült, ezúttal Mária Antónia portugál infánsnőt (1862–1959) vette feleségül, akitől további 12 gyermeke született. Illés herceg – a korban szokatlan módon – együtt nevelkedett fogyatékos öccseivel és apjának második feleségétől született (egészséges) féltestvéreivel. Ez utóbbiak közül a legismertebb Zita hercegnő, a későbbi osztrák császárné, magyar királyné.

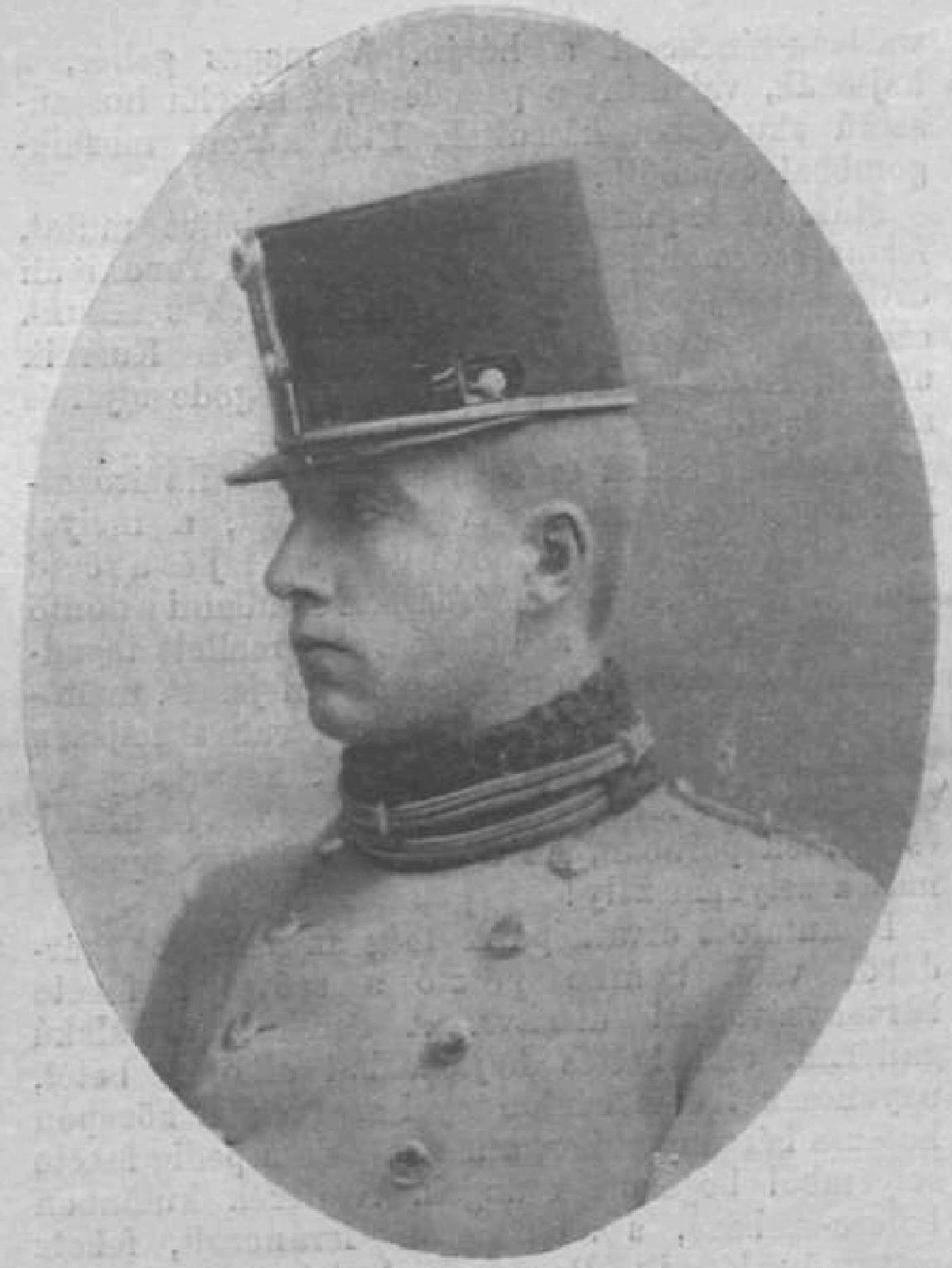
Illés herceg, mint ifjú vőlegény.
(A Vasárnapi Ujság képe, 1902.)

### Házassága, gyermekei
Illés herceg 1903. május 25-én Bécsben feleségül vette a Habsburg–Lotaringiai-ház tescheni ágából származó Mária Anna főhercegnőt (1882–1940), Habsburg–Tescheni Frigyes főherceg, cs.és kir. tábornagy és Isabella von Croÿ-Dülmen német hercegnő (1856–1931) második leányát, Mária Krisztina Dezideráta főhercegnő, spanyol királyné (1858–1929) unokahúgát. Házasságukból 8 gyermek született:
- Erzsébet (Elisabetta, 1904–1983), nem ment férjhez,
- Károly Lajos (Carlo Luigi Federigo Antonio Roberto Elias Maria, 1905–1912), gyermekbénulásban meghalt 7 éves korában,
- Mária Franciska (Maria Francesca Giuseppa Raniera Enrichetta Pia Luisa, 1906–1994), nem ment férjhez,
- Róbert Hugó Rainer (Roberto Ugo Ranieri Ugo Alexis Luigi Enrico Deodato Elias Pio Maria, 1909–1974), 1959-től haláláig II. Róbert néven Parma és Piacenza címzetes hercege, nem nősült meg,
- Ferenc Alfonz (Francesco Alfonso Gabriele Luigi Enrico Roberto Pio Carlo Elias Maria, 1913–1959), nem nősült meg,
- Johanna Izabella (Giovanna Isabella Alfonsina Pia Luisa Maria, 1916–1949), nem ment férjhez, 1949. november 1-jén a spanyolországi La Toledanában (Toledó környékén) egy eltévedt lövés áldozata lett.
- Aliz Mária (Alicia Maria Teresa Francesca Luisa Pia Anna Valeria, 1917–2017), aki 1936-ban feleségül ment Alfonz spanyol infánshoz, (Alfonso Maria Leo de Borbón-Dos Sicilias y Borbón, 1901-1964), Calabria hercegéhez, II. Ferdinánd nápoly–szicíliai király dédunokájához.
- Mária Krisztina (Maria Cristina Albertina Enrichetta Luisa Pia Carlotta, 1925–2009), nem ment férjhez.

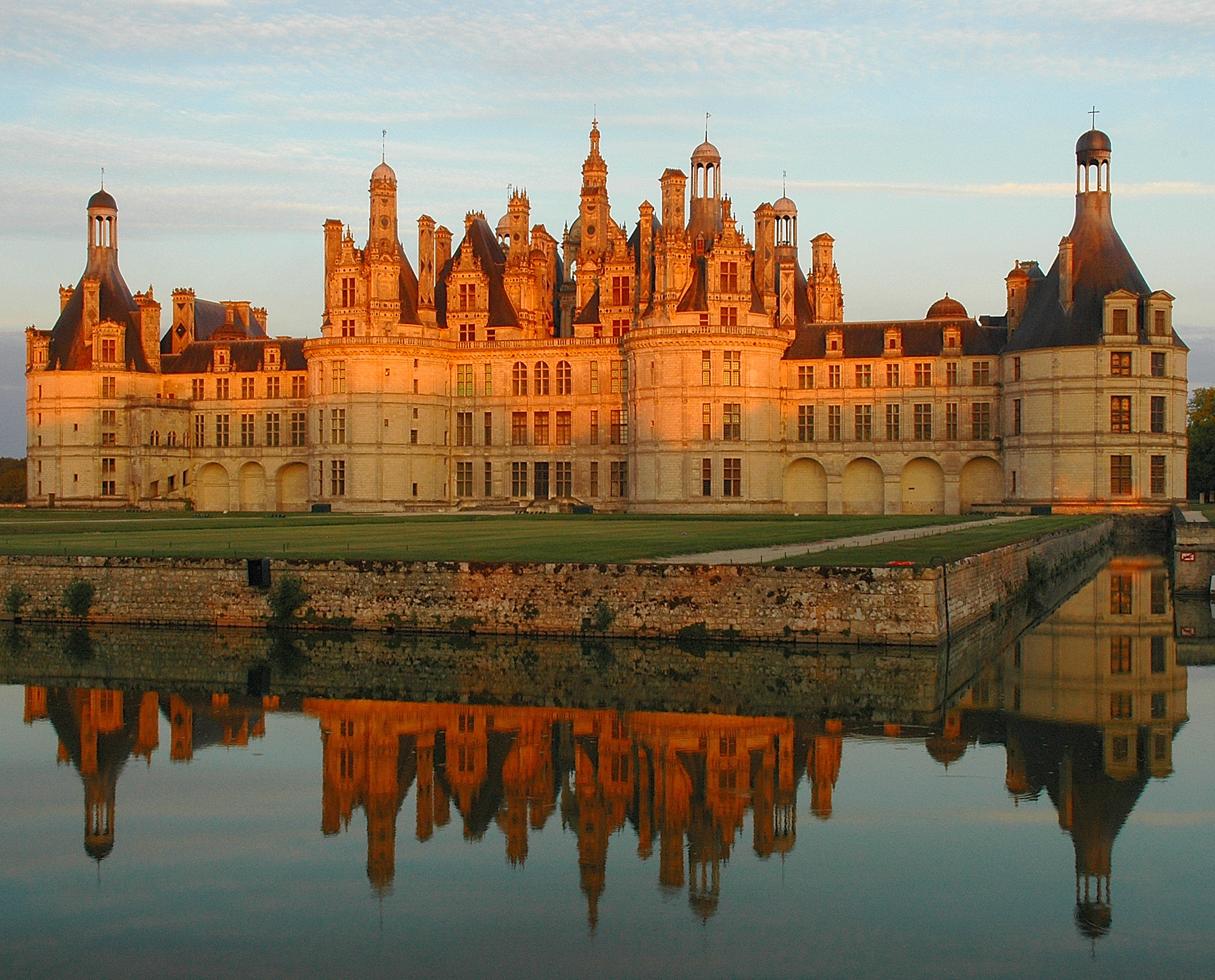
A chambord-i kastély

### A parmai hercegi örökség
A trónjától megfosztott, emigrációban élő Róbert herceg komoly vagyonnal rendelkezett. Kastélya volt az alsó-ausztriai Schwarzau am Steinfeldben, a Villa Borbone a toszkánai Pianoréban (Viareggio mellett), és övé volt a Loire menti Chambord kastély is. Amikor 1907-ben meghalt, Parma és Piacenza (címzetes) hercegi címét (gyakorlatilag a trónigényét) legidősebb élő fia, a szellemi fogyatékos Henrik (Enrico) herceg örökölte.
Az örökösödés ügyét gyámügyi bíróság elé vitték. Az osztrák legfelső főbíró négy hónapon belül meghozott határozatban kimondta Henriknek és öt testvérének beszámíthatatlanságát. Henrik legidősebb egészséges öccsét, Illés herceget jelölte ki a Hercegség régensévé, fogyatékos testvéreinek törvényes gyámjává, és a teljes hercegi vagyon – benne a franciaországi chambord-i kastély – kezelőjévé. (A beteg testvérek a toszkánai Pianore községben (Lucca tartomány) álló Bourbon-kastélyban, a Villa Borbone delle Pianoréban éltek). Ugyanebben az évben, 1907-ben Ferenc József császár az Aranygyapjas rend lovagjai közé emelte Illés herceget, elismerve felelős családfői helyzetét.
Az örökség egyoldalú elosztása miatt az elhunyt Róbert herceg két feleségétől származó testvérek két csoportja között súlyos vagyonjogi ellentét keletkezett, ami személyes viszonyaik elmérgesedését is okozta. 1910-ben az édestestvérek két csoportja megegyezett egymással a parmai hercegi vagyon két egyenlő részre osztásáról. Illésnek – mint beteg testvéreiről gondoskodó gyámnak – a hercegi vagyon 50%-a jutott, övé maradt Chambord kastélya is.
1911-ben Zita Bourbon-parmai hercegnő, Illés herceg mostohahúga, Mária Anna fél-sógornője feleségül ment Károly főherceghez, a későbbi trónörököshöz, majd uralkodóhoz. Zita hercegnő (főleg a vagyonjogi vita miatt) hírhedten rossz viszonyban állt féltestvérével, Illés herceggel. Ferenc Ferdinánd meggyilkolása után 1914-ben Károly főherceg trónörökössé, Zita főhercegné a Birodalom trónörökösének feleségévé emelkedett. A rangkülönbség mélyítette a viszályt, nehezítette Illés herceg és Mária Anna főhercegnő helyzetét az udvarban.

### Az első világháború alatt
Az első világháború kitörése törést hozott az új császárné fivérei (és féltestvérei) között. Valamennyien a Bourbon-ház tagjai voltak, franciának vallották magukat, Szixtusz és Xavér hercegek (az ekkor még semleges) Belgium haderejébe léptek be, viszont Illés, René és Félix hercegek az Osztrák–Magyar Monarchia haderejéhez csatlakoztak, így egymással ellenséges oldalakra kerültek. Bevonulás előtt a parmai hercegi testvérek az alsó-ausztriai schwarzaui kastélyban találkoztak utoljára egymással.
1915-ben a francia kormány zár alá vette a chambord-i kastélyt, mint ellenséges tulajdont, mert az ingatlan kezelője, Illés herceg ellenséges hadseregben szolgált.
Ferenc József elhunyta után az új uralkodó, Károly császár azonnal, még 1916 decemberében visszaminősítette, majd visszahívta főparancsnoki tisztségéből Illés herceg apósát, Frigyes főherceget. Az intézkedés mögött Mária Anna főhercegnő az új császárné, Zita intrikáit gyanította.

### Pereskedés a vagyonért
1919-ben végrehajtási eljárásokat indítottak a parmaiak franciaországi vagyona ellen, mivel az Ausztriával kötött Saint-germaini békediktátum jogot adott a szövetségeseknek, hogy végleg elkobozzák az ellenséges haderőben szolgált „idegenek” franciaországi tulajdonát. 1919-ben Illés herceg féltestvérei, a győztes oldalra került Szixtusz és Xavér hercegek Franciaországban polgári pert indítottak Illés bátyjuk ellen, és az 1910-es megegyezéshez képest további vagyonrészeket (konkréten az elkobzott chambord-i kastély értékét) követelték tőle. Keresetükben arra hivatkoztak, hogy az 1910-ben megkötött megállapodás, amelyben Illés herceg (mint testvéreinek gyámja) egymaga 50%-ot kapott az apai vagyonból, ellentétes a franciaországi (!) törvényekkel, amelyek minden gyermek számára azonos örökrészt írnak elő. (Ez a megegyezés, amely a második feleség gyermekeire nézve hátrányos volt, közrejátszott abban a tényben is, hogy az 1919-ben Ausztriából száműzött Zita excsászárné és családja jövedelem nélkül maradt Madeira szigetén.
1925-ben a francia bíróságok helyt adtak Szixtusz és Xavér követelésének, de 1928-ban a feljebbviteli bíróság megsemmisítette ezt az ítéletet. 1932-ben a francia semmítőszék (court de cassations) helybenhagyta az elsőfokú ítéletet, azzal az indoklással, hogy 1910-ben érvényes magánjogi megegyezés született a felek között az egyenlőtlen vagyonmegosztásról. A bíróság ezen felül elismerte Illés herceg jogát az elkobzott chambord-i kastélyra is. A kormány azonban fenntartotta a háborús időben végrehajtott elkobzást, helyette 11 000 000 frank összegű pénzbeli kárpótlást fizetett Illés hercegnek.
Az Osztrák–Magyar Monarchia széthullása után, 1920-ban az osztrák Habsburg-törvény alapján a tescheni hercegi birtokokat is elkobozták. Illés herceg feleségének, Mária Anna osztrák főhercegnőnek szülei és testvérei, köztük öccse, Albert (Albrecht) főherceg, magyarországi birtokaikra költöztek. A parmai hercegi család nem esett a Habsburg-törvény hatálya alá, Illés herceg családja továbbra is beutazhatott Ausztriába, itteni birtokaikat (Schwarzau) nem kobozták el.

### A család élete a két háború között
Illés legkisebb leánya, Mária Krisztina hercegnő 1925-ben Bécsben született.
1939-ben, 64 éves korában meghalt Illés herceg legidősebb bátyja, a Pianore kastélyban élő, szellemi fogyatékkal született Henrik herceg, Parma és Piacenza címzetes hercege. A hercegi cím öccsére, az ugyancsak beszámíthatatlan Józsefre (Giuseppe) szállt, akinek gyámja továbbra is Illés herceg maradt, címzetes régens hercegi minőségben.
1940. február 25-én Illés herceg megözvegyült. Felesége, Mária Anna főhercegnő, Bourbon-parmai hercegné 58 éves korában a svájci Lausanne-ban elhunyt. Az alsó–ausztriai Mönichkirchenben temették el.
1950-ben József (Giuseppe) herceg is elhunyt, Illés herceg örökölte Parma és Piacenza címzetes hercegének (valójában e trón követelőjének) címét. Jogilag is ő lett a parmai Bourbon-család feje, Parma és Piacenza Hercegség trónjának igénylője. (Ennek semmi gyakorlati jelentősége nem volt, hiszen Olaszországban ekkor már 2 év óta köztársasági alkotmány volt érvényben). 1952-ben eladta a toszkánai Bourbon-kastélyt (Villa Borbone di Pianore) a Carità Cavanis kongregációs iskolának (Congregation Scuole di Carità Cavanis).
Illés, Parma és Piacenza címzetes hercege 1959-ben hunyt el a stájerországi Friedbergben. Őt is Mönichkirchen községben temették el, felesége mellé.

### A Bourbon-kastélyok további sorsa
- A Loire menti Chambord községben található chambord-i kastély ma a francia állam tulajdona, múzeum és turistalátványosság.
- Az alsó-ausztriai Schwarzau am Steinfeld-ben álló Bourbon-kastély (Schloss Schwarzau), ahol 1911-ben Károly főherceg és Zita hercegnő esküvőjüket tartották, ma az Osztrák Köztársaság női börtöne.
- A toszkánai Camaioréban (Lucca megyében) álló Bourbon-kastély (Villa Borbone di Pianore) ma bennlakó diákotthonos iskola (csak a kastély parkja látogatható).